# Magnus van Mecklenburg-Schwerin
Magnus van Mecklenburg-Schwerin (3 mei 1815 - 25 april 1816) was het jongste kind van Frederik Lodewijk van Mecklenburg-Schwerin en van diens tweede echtgenote Caroline van Saksen-Weimar-Eisenach. Hij overleed nog voor zijn eerste verjaardag.